# Релігія і церква в історії України
Реліґія і церква в історії України  — збірка відповідей українського політичного діяча, публіциста В'ячеслава Липинського на запитання редактора часопису «Америка» Осипу Назаруку. Написана у грудні 1923 року, опублікована у 1925 році в Філадельфії. Повторно опубліковані через прохання львівського видавництва «Дружина» у 1933 році. 

## Зміст
Робота складає не дослідницький характер історії церкви. Нагадує політичне есе, у якому В'ячеслав Липинський зіставляє становище церкви у ролі держави та суспільно-політичному просторі українців. Розглядається дане становище через різні політичні устрої: тоталітаризм, ліберально-демократичність, монархічно-традиціоналістичність. В'ячеслав Липинський стверджує те, що політичне підкорення церкви державою призводить до знищення людської індивідуальності. Повна свобода духовних переконань призводить до того, що моральні й духовні настанови підміняються матеріальними інстинктами. На його думки авторитет церкви може обмежити владу у тому, що вона мусить підтримувати винятково моральні настанови та підтримувати авторитет духовної влади. Тим самим обмежувати інстинкти політиків для унеможливлення збільшення повноважень влади. Для того церква має бути авторитетом саме з поглядів морального проводу. 
Підтримується думка розмежування світської та духовної влади, але не сепарація церкви від державного управління.
| Релігія і церква потрібна нам, людям світським, не тільки тоді, коли ми вже матеріальною силою своєю свою державу завоюємо і націю свою зорганізуємо. Вона нам потрібна не менше і в самому процесі боротьби. Щоб перемогти, ми мусимо мати не тільки силу матеріальну, але перш за все силу моральну. Крім ясної і виразної... власної нашої віри світської, ідеології політичної, нам необхідна загальнолюдська віра в Бога, необхідна допомога і церкви і релігії |.
Для В'ячеслава Липинського — релігія здатна впорядковувати думки особистості, розвинути розуміння добра й зла. Де сама релігія — ще й органічний елемент суспільної організації, спроможний своїм авторитетом сприяти розв'язанню важливих державних завдань. У яких, В'ячеслав Липинський вбачав серед українців анархічної позиції. Тим самим підкреслюючи важливість релігії заради дисципліни та побудування успішної держави.